# تيكوبيا

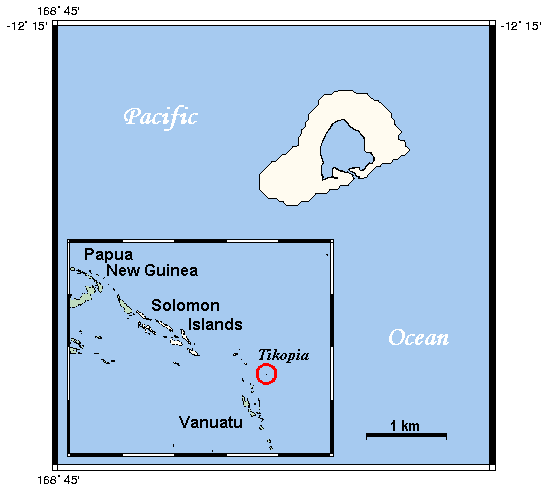
موقع تيكوبيا

تيكوبيا (Tikopia) هي جزيرة تقع في الجنوب الأقصى من جزر سانتا كروز في محافظة تيموتو. وهي أيضاً في أقصى جنوب جزر سليمان. تيكوبيا تغطي مساحة 5 كم2 (2 ميل مربع). أعلى نقطة فيها جبل ريني، الذي يصل ارتفاعه إلى 380 م (1247 قدم) فوق مستوى البحر. عدد سكانها هو 1200 نسمة.